# África (provincia romana)
La provincia romana de África (en latín, Africa Proconsularis) fue una provincia de la Antigua Roma en la costa noroeste del continente africano. Aproximadamente comprendía el territorio de Túnez, la costa de Libia a lo largo del golfo de Sidra y el noreste de Argelia. El Estado romano la organizó en el año 146 a. C. tras la derrota cartaginesa en la tercera guerra púnica e instaló la capital en Útica. Tras la anexión en el 46 a. C. del reino de Numidia, este se organizó en una provincia llamada África Nueva, distinguiendose así de la antigua que pasó a llamarse África Vieja. En pleno periodo triunviral ambas provincias se fusionaron y la nueva provincia se denominó África Proconsular, pasando Cartago a ser la nueva capital. A principios del siglo IV Diocleciano dividió la provincia en tres.
En época imperial estuvo gobernada por un senador de rango consular con el título de procónsul. Fue una de las provincias más ricas del Imperio.

## Historia

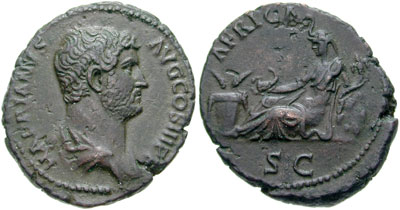
Moneda de Adriano conmemorando la provincia de África

### Bajo la República
Los terrenos adquiridos por la provincia de África fueron el sitio de la antigua ciudad de Cartago y otras grandes ciudades de la región incluyendo Hadrumetum (moderna Susa, Túnez), la capital de Bizacena, Hippo Regius (actual Annaba, Argelia). La provincia fue creada por la república romana en el año 146 a. C., tras la derrota de Cartago en la tercera guerra púnica.
Roma estableció su primera colonia africana, África o África Vetus (Antigua África), gobernada por un procónsul, en la parte más fértil de lo que fue antiguamente territorio cartaginés. Utica se constituyó como la capital administrativa. El territorio restante queda en el dominio del Reino de Numidia gobernado por el rey cliente Masinisa. En este momento, la política romana en África era simplemente para evitar que otra gran potencia emergiese al otro lado de la isla de  Sicilia.
En 118 a. C., el príncipe númida Yugurta intentó reunificar los reinos más pequeños. Sin embargo, tras su muerte gran parte del territorio de Yugurta se colocó en el control del rey cliente mauritano Boco I; y, en ese momento, la romanización de África estaba firmemente arraigada. En el año 27 a. C., cuando la República se había transformado en un principado, la provincia de África comenzó su ocupación bajo el dominio romano.

### Alto Imperio
Diversas reformas políticas y provinciales fueron llevadas a cabo por Augusto y más tarde por Calígula, pero sería Claudio quien finalizó las divisiones territoriales en provincias romanas oficiales. África era una provincia senatorial.

### Bajo Imperio
Después de las reformas administrativas de Diocleciano, se dividió en África Zeugitana, que conservó el nombre original de la provincia, ya que se regía por un procónsul, en el norte y África Bizacena en el sur, las cuales formaban parte de la Diocesis Africae.
La región formó parte del Imperio romano hasta las grandes migraciones del siglo V.

### La conquista Vándala
Los vándalos cruzaron al norte de África desde Hispania en el año 429 e invadieron la diócesis. Para 435 les fue reconocido por el Imperio su control de varias provincias donde fundaron su propio reino que, posteriormente, consiguieron expandir hasta incluir el resto de la diócesis, Sicilia, Córcega, Cerdeña y las islas Baleares.
También persiguieron el catolicismo, ya que eran arrianos, conjunto de doctrinas semitrinitarias de Arrio, sacerdote de Egipto. En el año 476, cuando el Imperio romano de Occidente finalmente había caído, el estado vándalo entró en decadencia, abandonando la mayor parte de los territorios del interior a las tribus bereberes del desierto.

### Reconquista bizantina
En el año 533, el emperador Justiniano, utilizando una disputa dinástica vándala como pretexto, envió un ejército al mando del general Belisario a recuperar África. En una corta campaña, Belisario derrotó a los vándalos, entró triunfante en Cartago y restableció el dominio romano sobre la provincia. La administración romana restaurada logró defenderse de los ataques de las tribus del desierto y por medio de una amplia red de fortificaciones logró extender su dominio de nuevo hacia  el interior.
Las provincias del norte de África, junto con las posesiones romanas en Hispania, se agruparon en el Exarcado de África bajo el reinado del emperador Mauricio. El exarcado prosperó, y de ella resultó el derrocamiento del emperador Focas por Heraclio en 610. Heraclio consideró brevemente trasladar la capital imperial de Constantinopla a Cartago.
Después del año 640 el exarcado logró evitar la conquista musulmana, pero en el 698 un ejército musulmán de Egipto saqueó Cartago y conquistó el exarcado, terminando la dominación romana y cristiana en el norte de África. Las últimas provincias del Imperio romano de Occidente dejaron de existir 222 años después de la caída de Roma y el último emperador romano de Occidente.